# Stephenville (Texas)
Stephenville település az Amerikai Egyesült Államok Texas államában, Erath megyében, melynek megyeszékhelye is. Lakosainak száma 20 897 fő (2020. április 1.).

## Népesség
A település népességének változása:
| Lakosok száma | 17 123 | 21 164 | 20 897 |
|               | 2010   | 2018   | 2020   |